# Annemarie Hecker
Annemarie Hecker (* 25. Mai 1940 in Hutthurm, Landkreis Passau) ist eine deutsche Politikerin (CSU).
Hecker besuchte die Volks- und Berufsschule in Hutthurm und die Landwirtschaftsschule, Abteilung Hauswirtschaft in Passau sowie die Katholische Landvolkshochschule in Englburg. Sie machte eine Lehre in der ländlichen Hauswirtschaft mit Gehilfen- und Meisterprüfung. Sie war über 35 Jahre lang ehrenamtliche Mitarbeit im BBV als Orts- und Kreisbäuerin und ab 1992 Bezirksbäuerin von Niederbayern.
Von 1978 bis 1984 war Hecker Markträtin in Arnstorf, 1984 wurde sie dann Kreisrätin im Landkreis Rottal-Inn. Sie trat aber erst 1983 in die CSU ein, wo sie der Kreisvorstandschaft angehörte. Von 1986 bis 1994 und von 1998 bis 2003 saß sie im Bayerischen Landtag. Ab 1990 gehörte sie dort dem Präsidium an. 
Hecker ist ehrenamtliche Geschäftsführerin des Fachhauswirtschaftlichen Betreuungsdiensts. Sie trägt das Bundesverdienstkreuz am Bande, die Bayerische Staatsmedaille in Silber und den Bayerischen Verdienstorden.